# Thandai

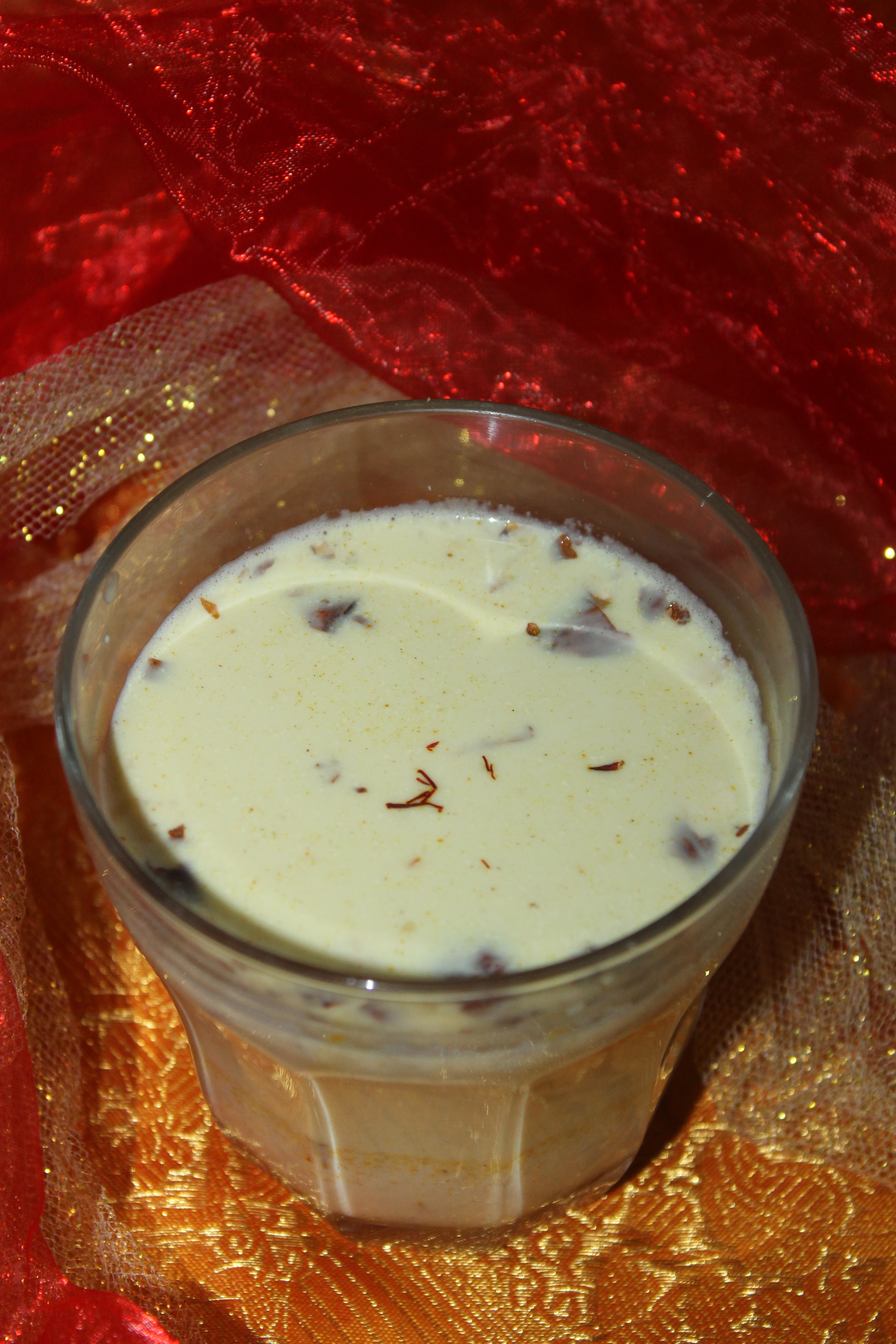
Vaso de thandai, bebida propia de Uttar Pradesh y Rajasthan en India, preparada con leche, especies y maní, a veces contiene cannabis.

Thandai, o sardai, es una bebida fría de la India. En su preparación se utilizan almendras, semillas de hinojo, semillas magaztari (pepitas de sandía), pétalos de rosa, pimienta, semillas de vetiver, cardamomo, azafrán, leche y azúcar. A menudo se la asocia con los festivales y fiestas de Maha Shivaratri y Holi. Es una bebida muy popular en las zonas de Rajasthan, y el norte de India. Existen diversas variantes de thandai, las más comunes son badam (almendra) thandai y bhaang thandai.

## Bhang thandai
Bhang thandai es una bebida medianamente embriagante, popular en gran parte del subcontinente indio, preparada mezclando una pequeña cantidad de bhang (hojas y brotes de cannabis) con thandai (preparado con leche entera). El contenido graso de la leche y el maní ayudan a disolver los cannabinoides solubles en grasas.

## Variedades
Si bien el vocablo thandai hace referencia a bebida consumida en festividades tradicionales preparada con especias exóticas y maní, esta bebida versátil se puede preparar de diversas maneras.
| Nombre               | Ingredientes distintivos                                                                                               |
| -------------------- | --- |
| Thandai              | También denominado Badaam Thandai, que es una receta tradicional de una bebida preparada con maní y especies exóticas. |
| Thandai de rosa      | Este tipo de thandai es una versión exquisita, preparada con pétalos y esencia de rosas.                               |
| Thandai de mango     | Es una versión distinta al thandai tradicional, al que se agrega puré de mango.                                        |
| Badaam Kesar Thandai | Preparado con Badaam (Almendras) y Kesar (azafrán) esta bebida es especialmente apropiada para los veranos tórridos.   |